# Pedro de Govantes
Pedro de Govantes y Azcárraga (Manila, mayo de 1853-Madrid, junio de 1927) fue un político y periodista español.

## Biografía
Nacido en mayo de 1853 en Manila (islas Filipinas) en donde su familia tenía intereses comerciales y administrativos; era sobrino de Marcelo Azcárraga Palmero. Retornados a España, siguió estudios de Derecho en la Universidad de Madrid y, muy joven aún, se incorporó al partido conservador de Leopoldo O’Donnell, en las listas del cual formará parte de las Cortes Generales durante el bienio 1891-1892, como diputado “encasillado” por el distrito castellonense de Morella, convirtiéndose en el enlace en la capital de los intereses de la red clientelar del cacique provincial Victorino Fabra Gil, conocida como el “cossi”.
Al mismo tiempo, sus intervenciones parlamentarias estuvieron centradas en especial en las relaciones comerciales entre España y las Filipinas, ante los intereses intervencionistas de los Estados Unidos. Fue colaborador habitual de las publicaciones “El Comercio” y “Revista de Filipinas”, así como director y copropietario de “La Ilustración de Oriente”.
En abril de 1896 volvió a ser elegido diputado, cargo que ejerció de manera continuada hasta 1913. El 6 de agosto de 1898 el Gobierno le concedió el título de Conde de Albay (una de las provincias en las antiguas posesiones insulares, al sur de Manila, que tiene como capital la ciudad de Legazpi) y en 1900 fue uno de los promotores de la “Unión Iberoamericana”, proyecto de relaciones supranacionales económicas y culturales con Portugal y los territorios hispánicos. Por sus gestiones en el desarrollo de las infraestructuras viarias en Castellón, la ciudad de Villarreal le concedió el título de Hijo Adoptivo en mayo de 1904. 
A partir de 1905 se vinculó al partido maurista y el 14 de junio del mismo año fue nombrado Subsecretario ministerial de Instrucción Pública y Bellas Artes con el ministro Juan de la Cierva y Peñafiel. El 2 de enero de 1914, al cesar como diputado, Pedro Govantes fue declarado senador vitalicio del Reino, pasando a un segundo plano en la política activa. En 1918 se distanció del partido de Antonio Maura, y se adscribió al llamado “ciervismo”, por el nombre del antiguo ministro murciano que había sido su protector. Murió en Madrid en junio de 1927.